# Clathroneuria navajo
Clathroneuria navajo is een insect uit de familie van de mierenleeuwen (Myrmeleontidae), die tot de orde netvleugeligen (Neuroptera) behoort. 
Clathroneuria navajo is voor het eerst wetenschappelijk beschreven door Banks in 1938.